# El Fresno, Hidalgo
El Fresno är en ort i Mexiko.   Den ligger i kommunen San Salvador och delstaten Hidalgo, i den sydöstra delen av landet, 90 km norr om huvudstaden Mexico City. El Fresno ligger 2 072 meter över havet och antalet invånare är 495.
Terrängen runt El Fresno är kuperad söderut, men norrut är den platt. Terrängen runt El Fresno sluttar norrut. Runt El Fresno är det ganska glesbefolkat, med 34 invånare per kvadratkilometer. Närmaste större samhälle är San Salvador, 8,5 km norr om El Fresno. Omgivningarna runt El Fresno är i huvudsak ett öppet busklandskap.